# Варварські правди
Варварські правди (лат. leges barbarorum) — записи норм звичаєвого права, що діяли у германських племен ранньофеодального періоду  під час становлення у них держав, складені в V—IX століттях.

Правили за  судебники, тобто містили перелік штрафів та інших покарань за ті чи інші злочини. Латинська назва цих пам'ятків Lex («закон») з додаванням назви племені або народу в множині родового відмінку (наприклад, Lex Saxonum). Українською мовою вони, по аналогії з Руською Правдою, називаються «правдами».